# Giulio Marcon
Giulio Marcon (né le 28 novembre 1959 à Rome) est un homme politique et un écrivain italien.
Du 28 février 2017 au 22 mars 2018, il dirige le groupe parlementaire Gauche italienne et Possibile à la Chambre des députés italienne.